# Eduardo Paolozzi

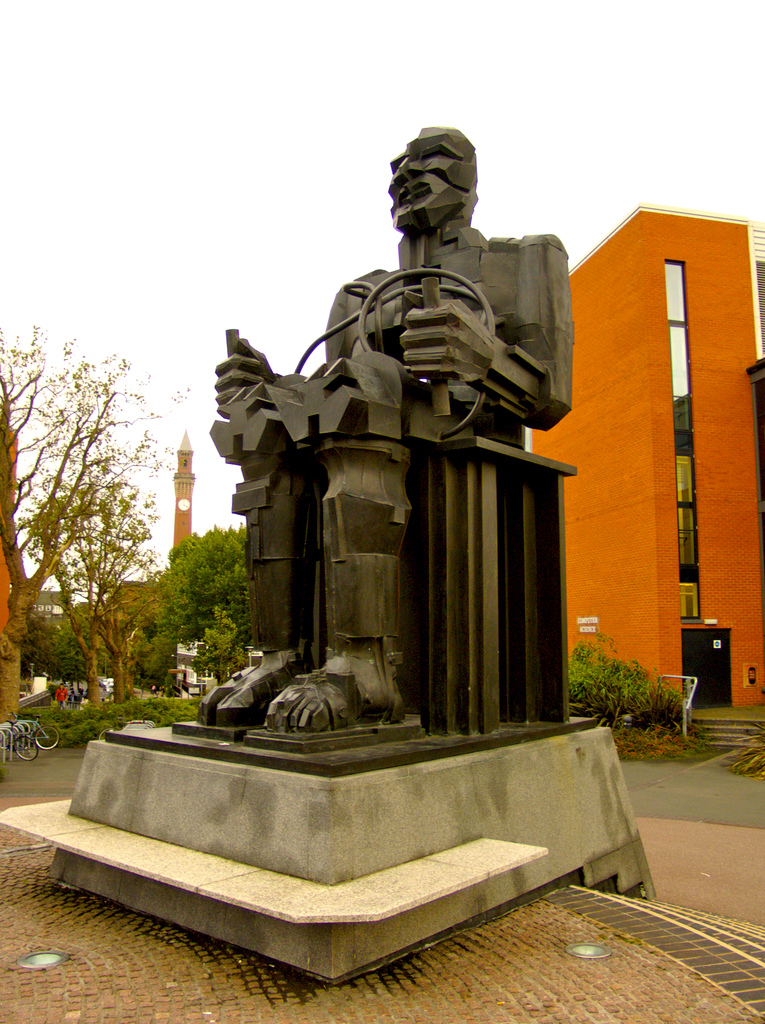
Faraday, Universiteit van Birmingham

Eduardo Luigi Paolozzi (Edinburgh, 7 maart 1924 – Londen, 22 april 2005) was een Schots graficus en beeldhouwer.

## Leven en werk
Paolozzi is de oudste zoon van Italiaanse immigranten. In juni 1940 werd Paolozzi, zoals de meeste Italianen in Groot-Brittannië, geïnterneerd. Gedurende zijn drie maanden durende internering in de Saughton-gevangenis kwamen zijn vader, grootvader en een oom, die per schip naar Canada werden gedeporteerd, om het leven. Alle 446 Italianen die aan boord waren van de Arandora Star, die tot zinken werd gebracht door een Duitse U-Boot, verdronken.
Hij studeerde in 1943 aan het Edinburgh College of Art, kortstondig in 1944 aan de St Martin's School of Art (nu bekend als Central Saint Martins College of Art and Design) en ten slotte aan de Slade School of Art in Londen van 1944 tot 1947, waarna hij twee jaar in Parijs verbleef. Hij ontmoette kunstenaars als Hans Arp, Georges Braque, Constantin Brâncuşi, Alberto Giacometti, Jean Hélion, Fernand Léger en Tristan Tzara.
Paolozzi, die destijds vooral een surrealist was (sterk beïnvloed door de art-brut-beweging van Jean Dubuffet), kreeg in de jaren zestig internationale aandacht voor zijn serie zeefdrukken. Paolozzi was een van de oprichters van de Independent Group (1952-1956), die als een voorloper kan worden gezien van de Britse popartbeweging van de jaren zestig. Zijn collage I was a rich man's plaything (1947) wordt wel als een eerste, zeer vroege uiting van popart gezien, alhoewel hij zelf zijn werk surrealistisch bleef noemen.
In 1962 werkte Paolozzi samen met R.B. Kitaj aan collages. Ook werd hij uitgenodigd voor de Biënnale van Venetië (samen met beeldhouwers als Henry Moore, Reg Butler, Lynn Chadwick, William Turnbull, Bernard Meadows en Kenneth Armitage).
Hij nam vier keer deel aan de internationale kunsttentoonstelling documenta in Kassel, namelijk aan documenta II in 1959, documenta III in 1964, documenta 4 in 1968 en documenta 6 in 1977.
In 1963 keerde Paolozzi zich af van de figuratie om zich te wijden aan de abstracte beeldhouwkunst. Uit deze periode zijn twee werken van Paolozzi te zien in de collectie van het beeldenpark van het Kröller-Müller Museum in Otterlo:
- St. Sebastian III (1958) - Paolozzi's inzending voor de Biënnale van Venetië in 1960
- Medea (1964) - Getoond op Sonsbeek-beeldententoonstelling in 1966

Hij doceerde aan diverse opleidingsinstituten, zoals de Universiteit van Californië - Berkeley (in 1968) en het Royal College of Art in Londen. Paolozzi had een langdurige band met Duitsland. Hij werkte vanaf 1974 op basis van een cultureel uitwisselingsprogramma in Berlijn en hij was van 1974 tot 1981 hoogleraar aan de Fachhochschule in Keulen. Ook was hij nog weer later verbonden aan de Akademie der Bildenden Künste München. Samen met Robin Page werd hij aangetrokken omdat de Akademie zich internationaler wilde profileren; voor het eerst werden er professoren uit de Amerikaanse en Engelse kunstscene aangesteld. Paolozzi bleef aan de Akademie verbonden tot zijn gedwongen pensionering in 1994.
Eduardo Paolozzi overleed op 81-jarige leeftijd te Londen in het voorjaar van 2005.

## Werken in collecties en de openbare ruimte (selectie)
- Krokodeel (1956), Lehmbruck-Museum in Duisburg
- Rio (1964/66), Hunterian Art Gallery in Glasgow
- Domino (1967/68), Scottish National Gallery in Edinburgh
- Paul McCartneys album Red Rose Speedway (1973)
- Homenaje a Gaudí (1973/74), beeldenpark van het Parque Municipal García Sanabria in Santa Cruz de Tenerife
- Camera (1980), Europäisches Patentamt aan de Erhardtstrasse in München
- Katastrophenbrunnen (1985), Britzer Garten in Berlijn
- For Leonardo (1986), beeldenpark van de Pinakotheken München, München
- Daedalus on Wheels (1994), Jesus College Universiteit van Cambridge
- Newton (1995), British Library, Londen
- London-Paris (2000),[3] Cass Sculpture Foundation in Goodwood (West Sussex)
- Erwin Piscator, Euston Station, Londen
- Faraday, Universiteit van Birmingham, Birmingham
- The Manuscript of Monte Casino (palm, limb, foot), Leith Walk, Edinburgh
- Head of Invention, oude site van het Design Museum aan de oever van de Theems, Londen
- Mozaïek metrostation Tottenham Court Road, Londen
- A Maximis Ad Minima, Kew Gardens, Londen

Latere werken toonden zijn groeiende interesse voor het classicisme, ontstaan in München, waar Paolozzi veelvuldig de Glyptotheek, met zijn uitzonderlijke collectie Griekse en Romeinse beelden, had bezocht.

## Fotogalerij

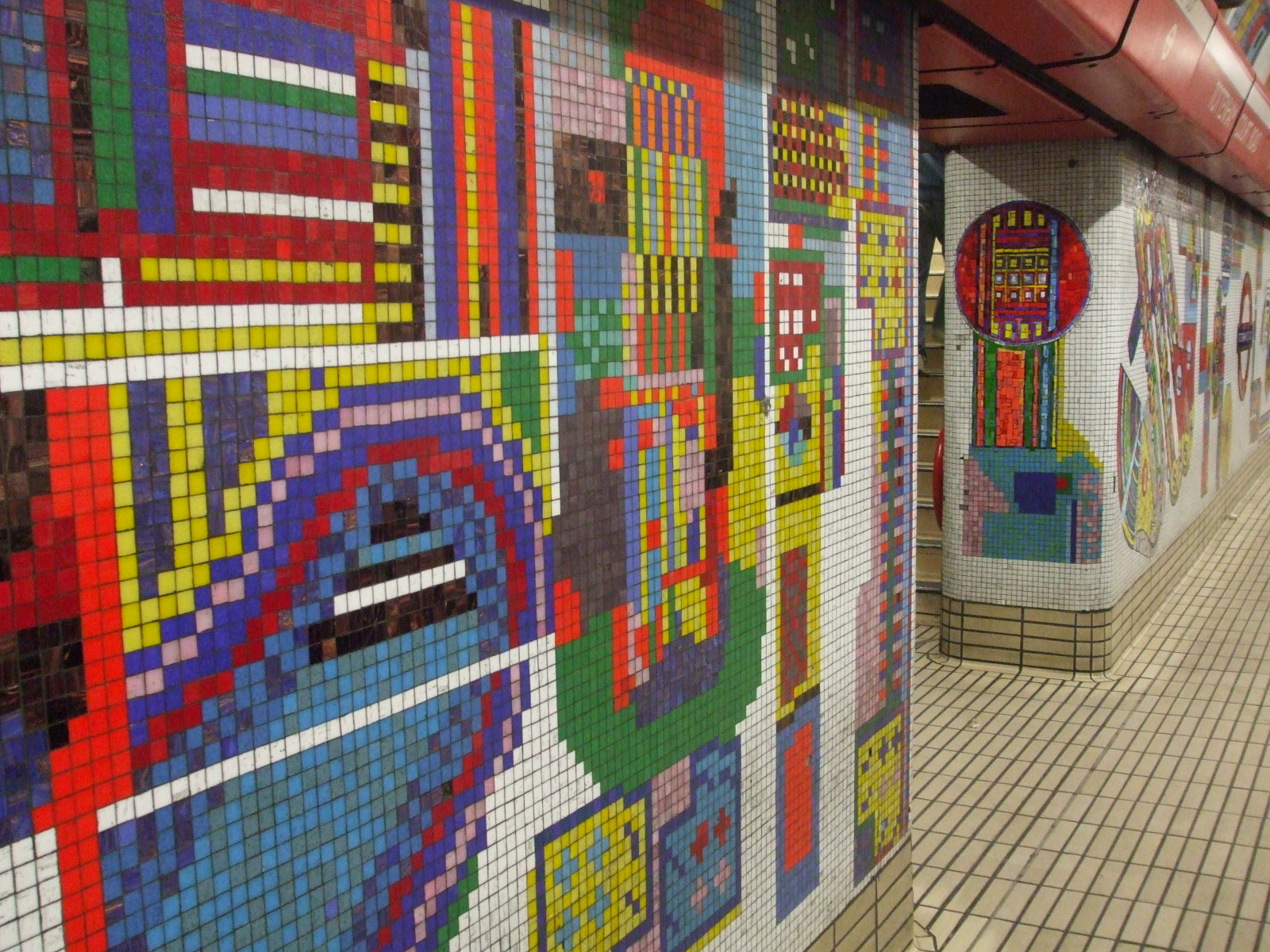
Mozaïek Tottenham Court Road Station, Londen
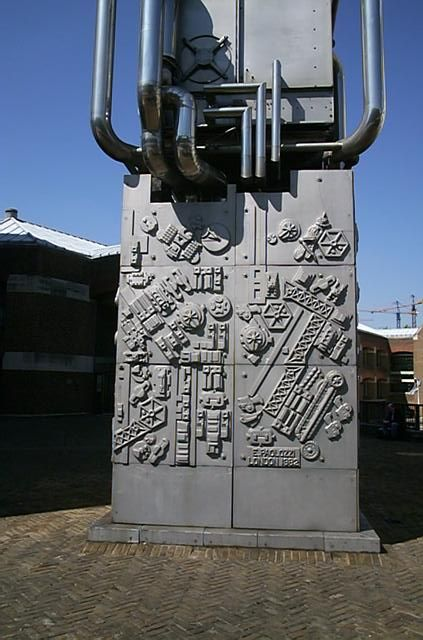
Luchtkoker Pimlico Tube, Londen
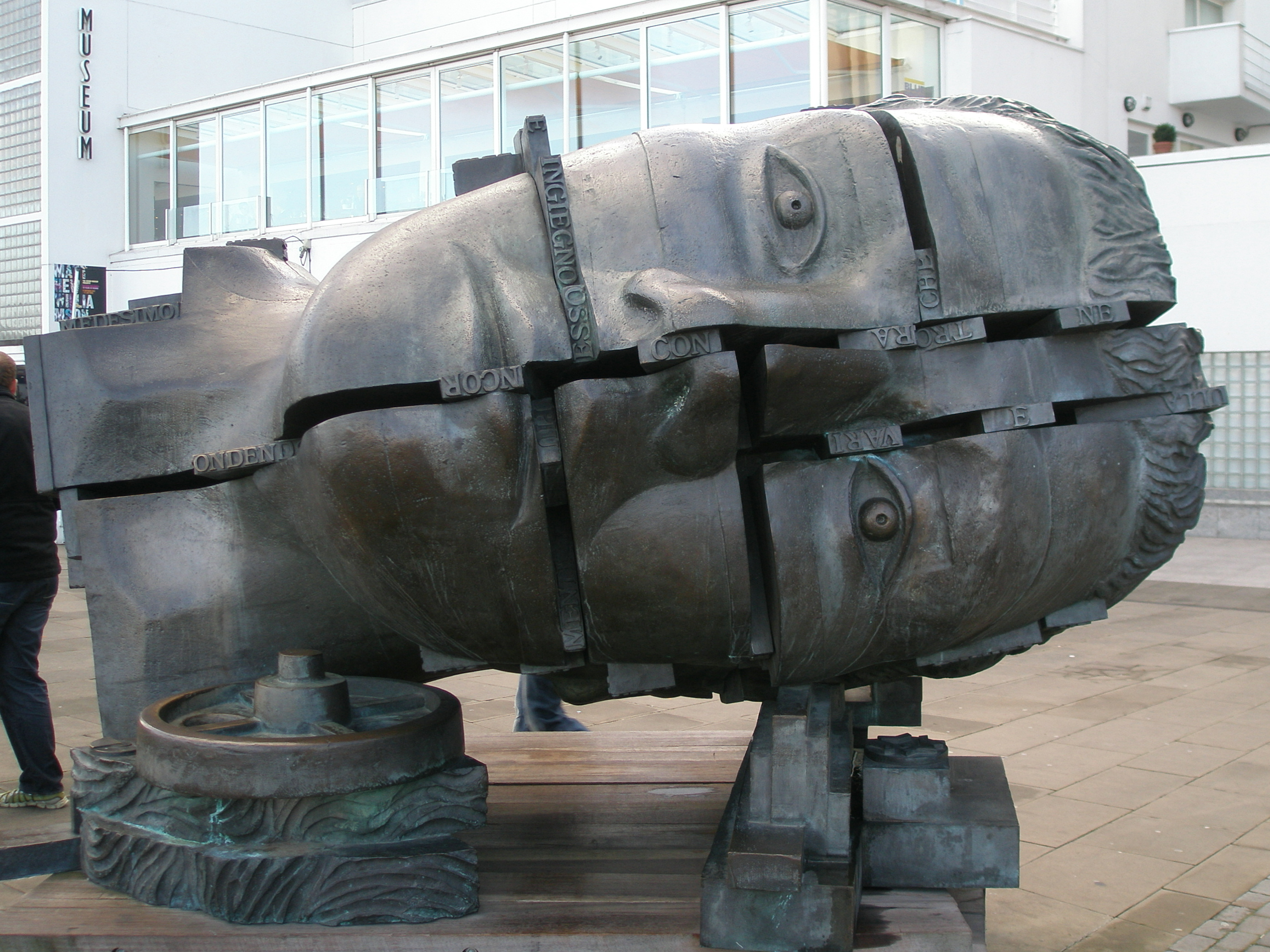
Head of Invention, Londen
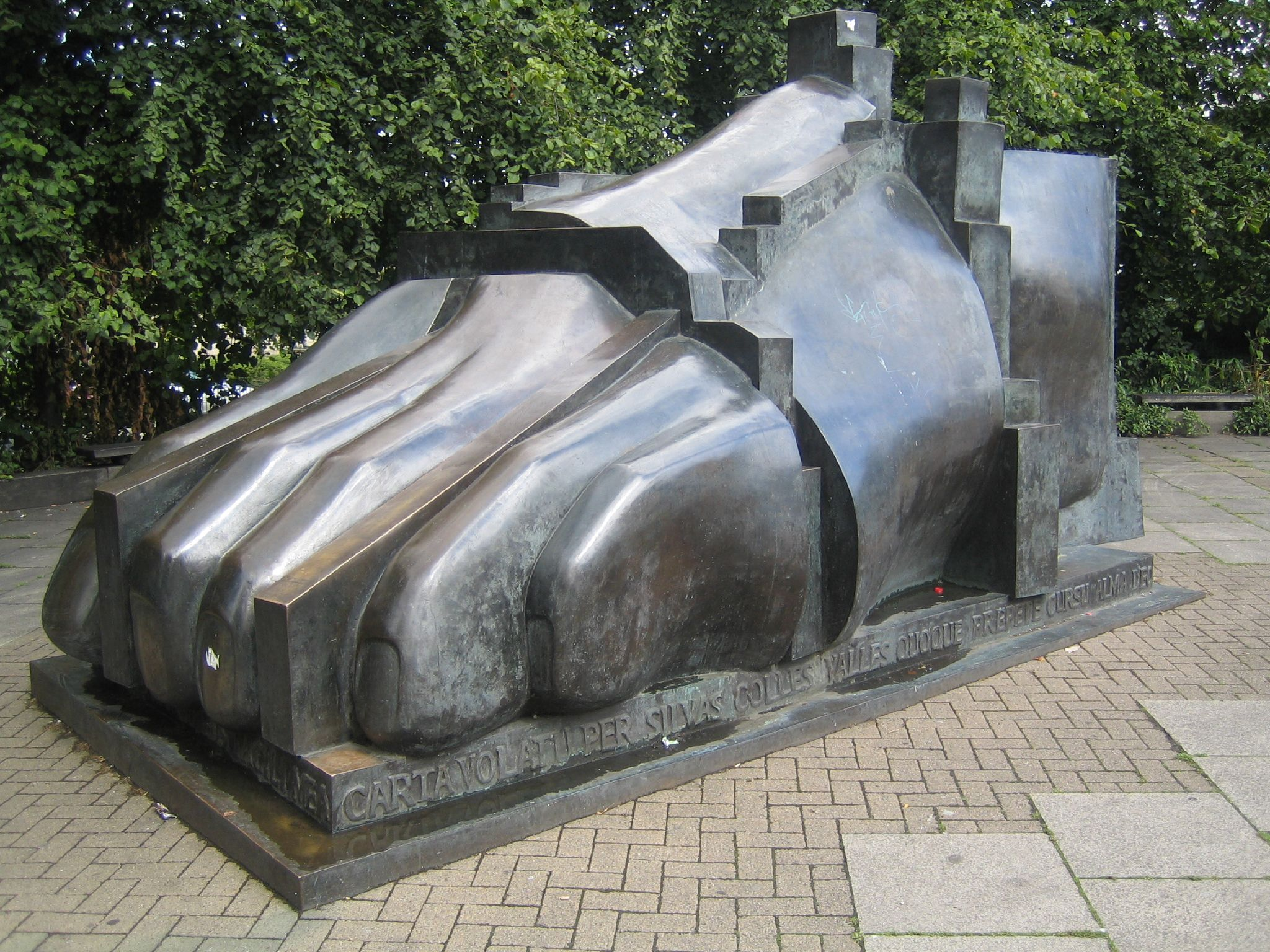
Voet, Edinburgh
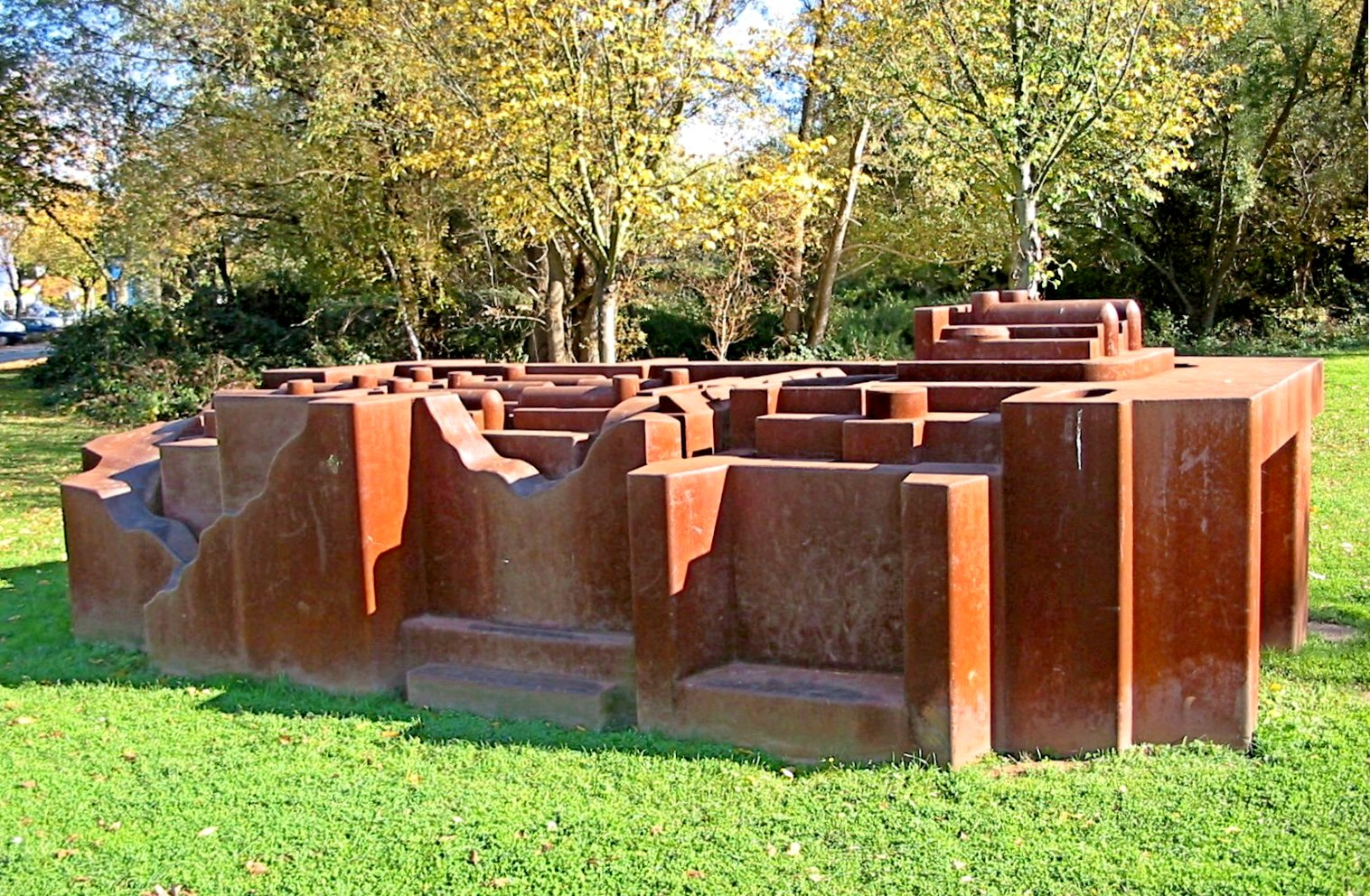
Akropolis, Dillingen/Saar Duitsland
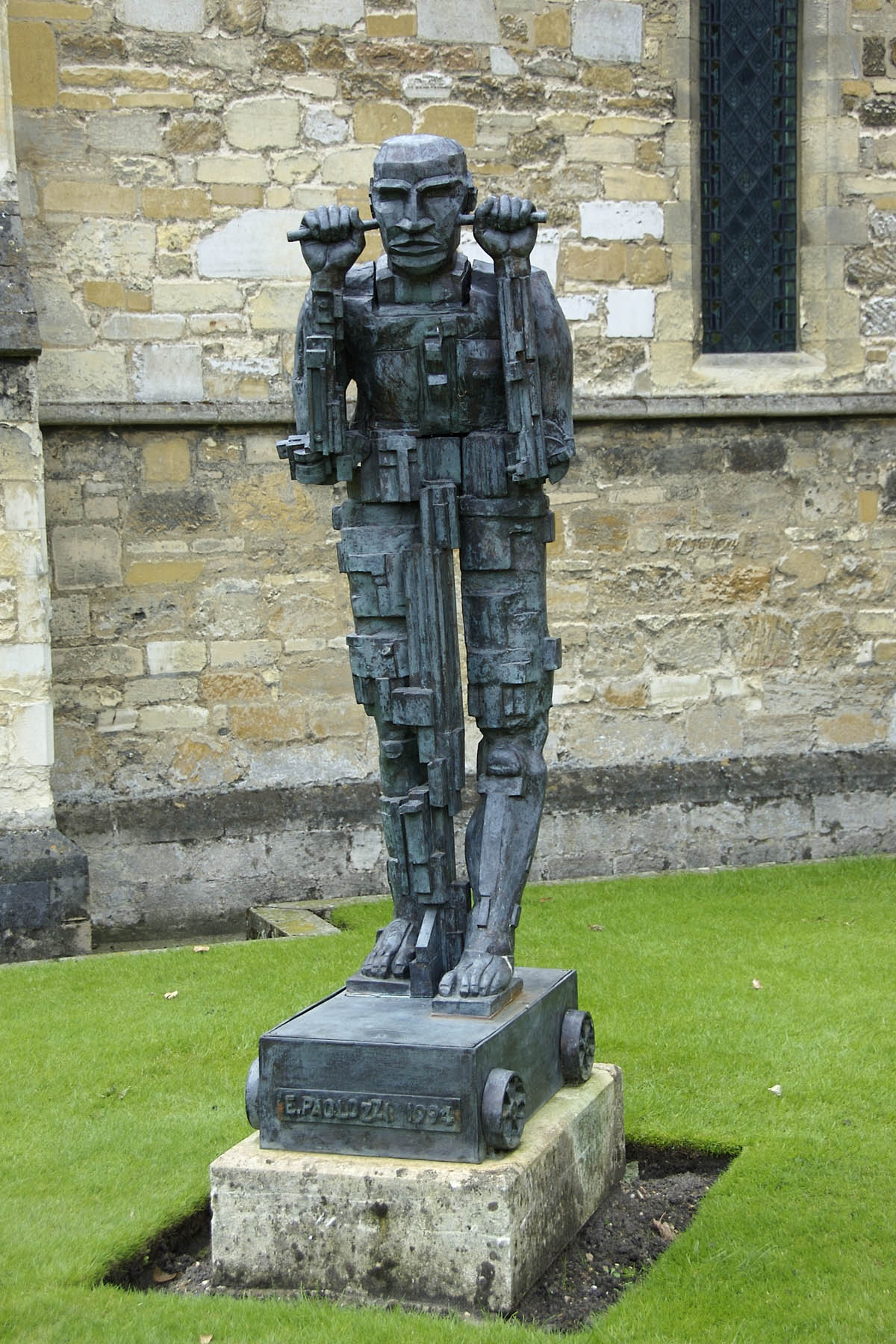
Daedalus on Wheels, Cambridge